# Estadio Foolad Shahr
El Estadio Foolad Shahr es un estadio multiusos ubicado en la ciudad de Isfahán en Irán, usado para la práctica del fútbol. El estadio inaugurado en 1998 tiene una capacidad para 15.000 personas.
El recinto es propiedad del club Zob Ahan FC y además es usado provisionalmente por el club Sepahan Isfahan FC ambos integrantes de la Liga Profesional de fútbol.

Imagen Panorámica del Estadio

.